# スピカペラ
スピカペラは、日本の音楽ユニット。

## メンバー
秋田谷陸（あきたやりく）
1984年11月28日生まれ、北海道釧路市出身。ボーカル、ギター、コーラス担当。作詞、作曲を手掛ける。
モエコ
1988年11月7日生まれ、北海道札幌市出身。ボーカル、ピアノ、コーラス担当。作詞、作曲を手掛ける。

## サポートメンバー
- ギター : 外園一馬 (そとぞのかずま)[1]

スキマスイッチ、KinKi Kids、亀梨和也など数多くのアーティストのサポートギターリストであり、レコーディングを手掛ける。スピカペラは2015年以降CD制作のディレクションをしている。

## 来歴
- 2011年11月9日 - 札幌市のライブハウスSOUND CUREにて開催された古川陸ワンマンライブにて、サポートメンバーとして演奏していたピアノ・モエコと意気投合し“スピカペラ”を結成。 ※改名前
- 2012年
  - 5月 - 自主制作CD1stシングル“LIFE”を発売し、約2000枚完売。
  - 11月18日 - スピカペラ初のワンマンライブを札幌クラップスホールにて行い、チケット完売満席。
- 2013年
  - 7月28日 - 1stミニアルバム“やさしい気持ち”を発売。発売と同時にワンマンライブを再び札幌クラップスホールにて開催。
  - 8月15日〜10月28日 - やさしい気持ち発売記念、北海道路上ライブツアーを遂行。（函館、札幌、小樽、旭川、留萌、室蘭、登別、稚内、帯広、釧路、北見）
  - 12月27日 - 北海道テレビ放送“情報マルシェ”出演。
- 2014年
  - 1月〜2月 - 玉光堂道内8店舗にてインストアライブを行う。
  - 1月9日〜2015年3月26日 - コミュニティFM“FMアップル”にて"スピカペラのでこぼこらいふ"のラジオレギュラーパーソナリティを務める。
  - 6月1日 - テレビ北海道「BBR」にテレビ出演
  - 11月9日 - 結成3周年と同時に札幌クラップスホールにて2ndシングル橙の空レコ発ワンマンライブを開催。 古川陸→秋田谷陸へと活動名を変更。
- 2015年
  - 4月4日 - FM NORTH WAVEにてラジオレギュラーパーソナリティ“Part of LIFE”がスタート。
  - 6月1日 - FMくしろにてラジオレギュラーパーソナリティ“LIFE is GOOD！”がスタート。「釧路専門学校」のテーマソングを番組内で生徒達と共に制作。
  - 7月22日 - 拠点を東京へ。
  - 8月〜 - 第一交通産業グループのCM(HTB北海道テレビ)に楽曲が使用され、本人達も出演する。
  - 11月 - 3rdシングル“とびら”発売に伴いツアー遂行。(東京・大阪・札幌・釧路)。釧路専門学校CMソングに起用される。
- 2016年
  - 2月29日 - カラオケJOY SOUND（f1、MAX）にて「橙の空」「とびら」の配信スタート。
  - 11月6日〜 - 2ndミニアルバム"ジョハリの窓～開放～”"ジョハリの窓～秘密～”を2枚同時発売。発売と同時にワンマンライブツアーを開催。（東京、札幌、釧路）総動員数600名。
- 2017年
  - 1月〜 - コーチャンフォーにてCD取り扱いを開始。道内3店舗にてインストアライブを行う。
  - 5月〜10月 - 北海道各地での各イベントや、スピカペラ企画ライブ等多数出演。
  - 9月1日〜 - 玉光堂道内全店舗にCD全タイトル取り扱い開始。
  - 11月 - スピカペラ6周年記念ワンマンライブツアー2017「LIFE 〜笑える場所 泣いていい場所〜」を開催。(東京、札幌、釧路)総動員数約1000名。
- 2018年
  - 8月1日 - 4thシングル"森のトンネル"をリリース。リリースに伴い北海道ツアーを催行。
  - 10月〜 - Spicapella Acoustic Live2018を遂行。(東京、札幌、釧路)
- 2019年
  - 6月〜 - スピカペラワンマンライブ「Simple」を東京 音楽室DXにて開催。
  - 11月9日〜 -  5thシングル"アイ／ヒポクリット"配信限定発売
  - 11月10日〜 - スピカペラワンマンライブ「Other」を東京 音楽室DXにて開催。
  - 11月28日〜 - スピカペラワンマンライブ「ありがとうKRAPSHALL～びっくりしちゃったよ！～」を札幌 KRAPSHALLにて開催。
  - 12月1日〜 - スピカペラワンマンライブ「SPICAPELLA LAST LIVE」を釧路 北海道立釧路芸術館アートホールにて開催。
  - 12月31日〜 - モエコ結婚により解散。秋田谷陸ソロ活動を開始。

## ディスコグラフィ

### シングル
|     | 発売日         | タイトル          | 品番                |
| --- | -------------- | ----------------- | ------------------- |
| 1st | 2012年5月27日  | LIFE              | ーー                |
| 2nd | 2014年11月9日  | 橙の空            | sp-1109-2（通常盤） |
| 3rd | 2015年11月19日 | とびら            | sp-1109-3（通常盤） |
| 4th | 2018年8月1日   | 森のトンネル      | sp-1109-6（通常盤） |
| 5th | 2019年11月9日  | アイ/ヒポクリット | sp-1109-7（通常盤） |

### ミニアルバム
|     | 発売日        | タイトル             | 品番                |
| --- | ------------- | -------------------- | ------------------- |
| 1st | 2013年7月28日 | やさしい気持ち       | sp-1109（通常盤）   |
| 2nd | 2016年11月6日 | ジョハリの窓〜開放〜 | sp-1109-4（通常盤） |
| 3rd | 2016年11月6日 | ジョハリの窓〜秘密〜 | sp-1109-5（通常盤） |